# Schlinghofen
Schlinghofen ist ein Wohnplatz in Unterodenthal in der Gemeinde Odenthal im Rheinisch-Bergischen Kreis.

## Lage und Beschreibung
Schlinghofen liegt im Westen der Gemeinde am Schlinghofer Bach an der Grenze zu Leverkusen. Es bildet mit Glöbusch und weiteren Ortschaften mittlerweile einen geschlossenen Siedlungsbereich, so dass es nicht mehr eigenständig wahrgenommen wird. Die Schlinghofener Straße ist nach dem Ort benannt.

## Geschichte
Aus einer erhaltenen Steuerliste von 1586 geht hervor, dass die Ortschaft Teil der Honschaft Blecher im Kirchspiel Odenthal war.
Die Topographia Ducatus Montani des Erich Philipp Ploennies, Blatt Amt Miselohe, belegt, dass der Wohnplatz 1715 als vier Höfe kategorisiert wurde und mit Schlinghofen bezeichnet wurde.
Carl Friedrich von Wiebeking benennt die Hofschaft auf seiner Charte des Herzogthums Berg 1789 als Schlingenhoff. Aus ihr geht hervor, dass Schlinghofen zu dieser Zeit Teil von Unterodenthal in der Herrschaft Odenthal war.
Unter der französischen Verwaltung zwischen 1806 und 1813 wurde die Herrschaft aufgelöst und Schlinghofen wurde politisch der Mairie Odenthal im Kanton Bensberg zugeordnet. 1816 wandelten die Preußen die Mairie zur Bürgermeisterei Odenthal im Kreis Mülheim am Rhein.
Der Ort ist auf der Topographischen Aufnahme der Rheinlande von 1824 und auf der Preußischen Uraufnahme von 1840 als Schlinghoven verzeichnet. Ab der Preußischen Neuaufnahme von 1892 ist er auf Messtischblättern regelmäßig als Schlinghofen oder ohne Namen verzeichnet.
| Jahr | Einwohner | Wohngebäude | Kategorie  | Bemerkung            |
| ---- | --------- | ----------- | ---------- | -------------------- |
| 1822 | 46        |             | Ackergüter | genannt Schlinghoven |
| 1830 | 59        |             | Ackergut   | genannt Schlinghoven |
| 1845 | 59        | 10          | Ackergüter | genannt Schlinghoven |
| 1871 | 48        | 10          | Hofstelle  |                      |
| 1885 | 32        | 12          | Wohnplatz  |                      |
| 1895 | 40        | 8           | Wohnplatz  |                      |
| 1905 | 36        | 8           | Wohnplatz  |                      |